# Rabia ibne Modar
Rabia ibne Modar (em árabe: ربيعة بن مضر; romaniz.: Rabiah ibn Mudhar) foi rei de Himiar do início do século VI. Como os predecessores, era judeu. O rei Elesbão (r. 519–531) do Império de Axum invadiu Himiar à época e derrubou-o, sendo então obrigado a fugir para Hira, sede do Reino Lacmida. Foi sucedido por Dunaas.